# Округ Медисон (Ајдахо)
Округ Медисон (енгл. Madison County) је округ у америчкој савезној држави Ајдахо.

## Демографија
По попису из 2010. године број становника је 37.536, што је 10.069 (36,7%) становника више него 2000. године.
| Група             | 2000.          | 2010.          |
| Белци             | 25.856 (94,1%) | 34.218 (91,2%) |
| Афроамериканци    | 65 (0,2%)      | 185 (0,5%)     |
| Азијати           | 156 (0,6%)     | 352 (0,9%)     |
| Хиспаноамериканци | 1.078 (3,9%)   | 2.218 (5,9%)   |
| Укупно            | 27.467         | 37.536         |